# زنبوريات نباتية
زنبوريات نباتية أو فصيلة تينثريدينيدي (الاسم العلمي Tenthredinidae)، فصيلة حشرات من عديمات الخصر وتعد أكبر فصائلها على الأطلاق وتنتمي إلى رتبة غشائيات الأجنحة، أنواعها أكثر من 7500 نوع منتشرة في جميع أنحاء العالم ضمن 430 جنس. [[يرقات]ها تتغذى على أوراق الشجر.

## معرض صور

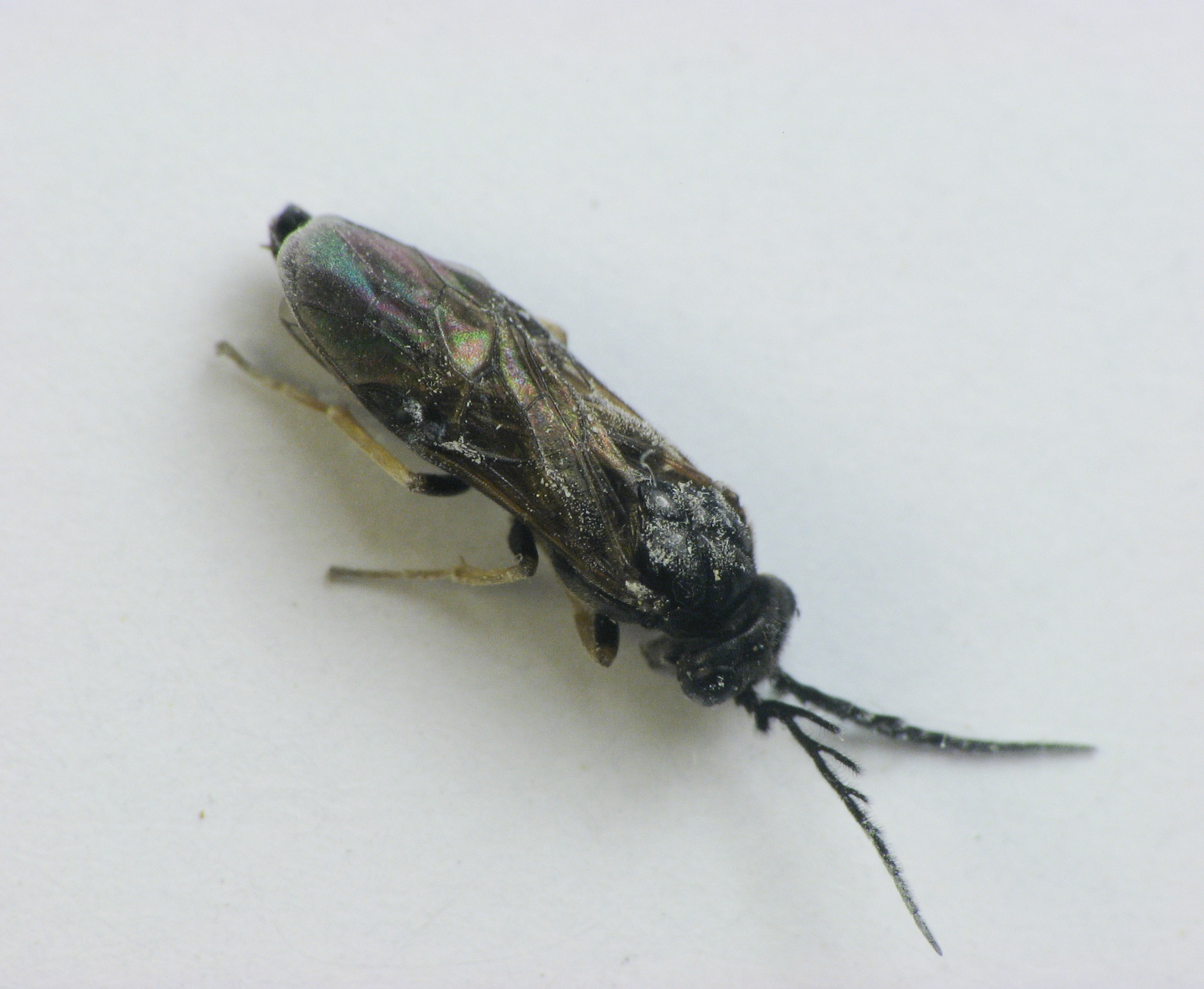
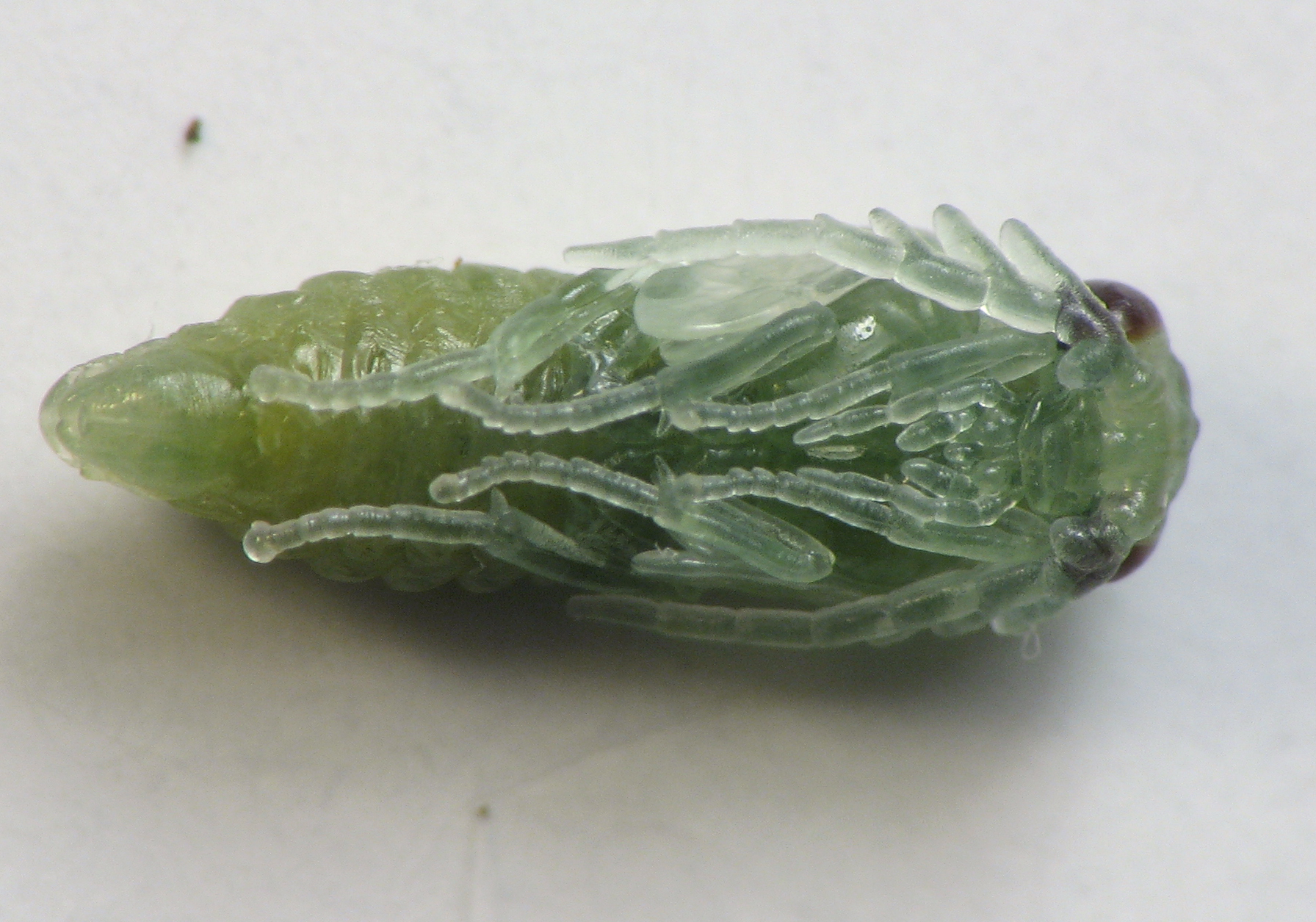
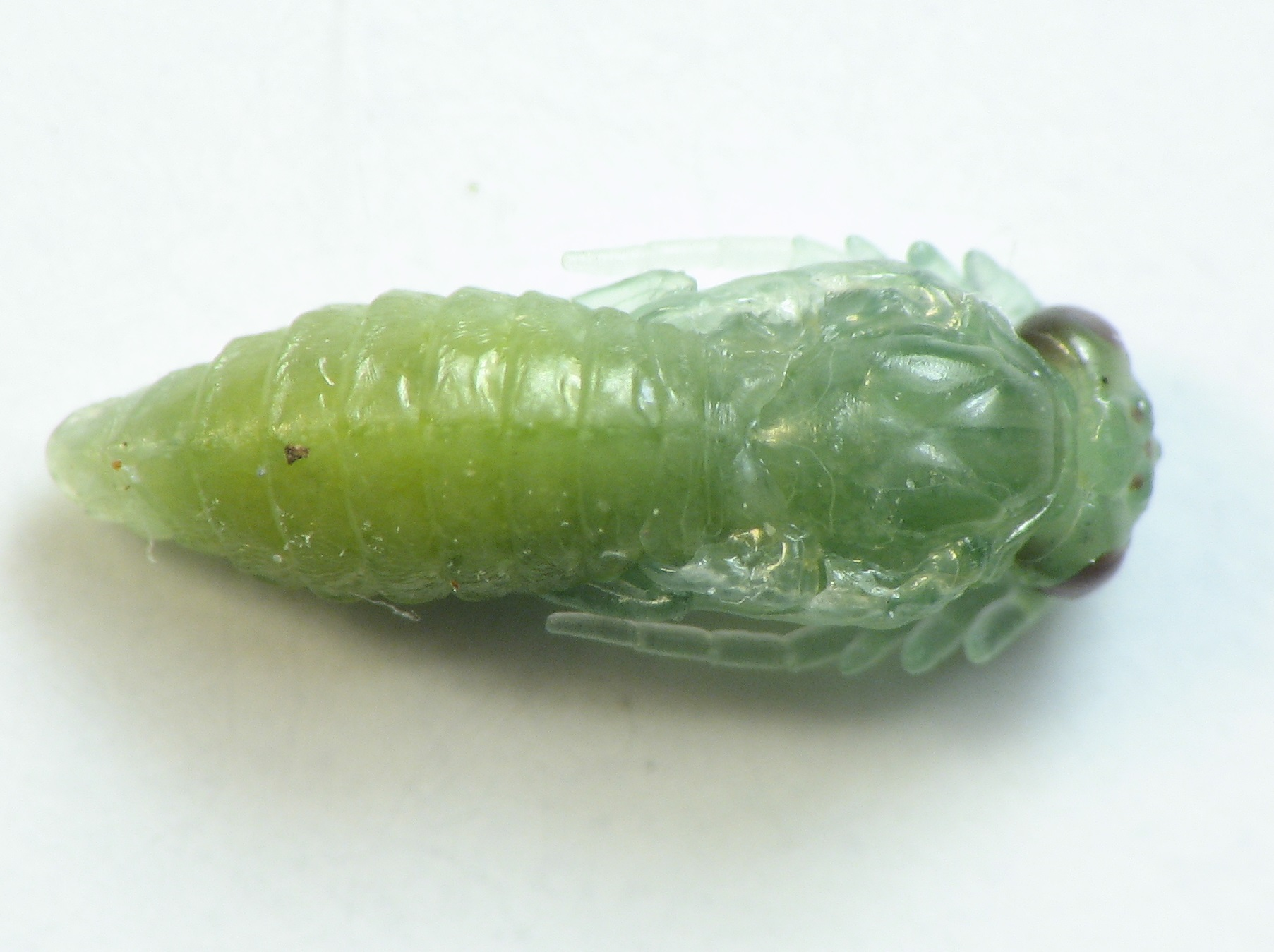
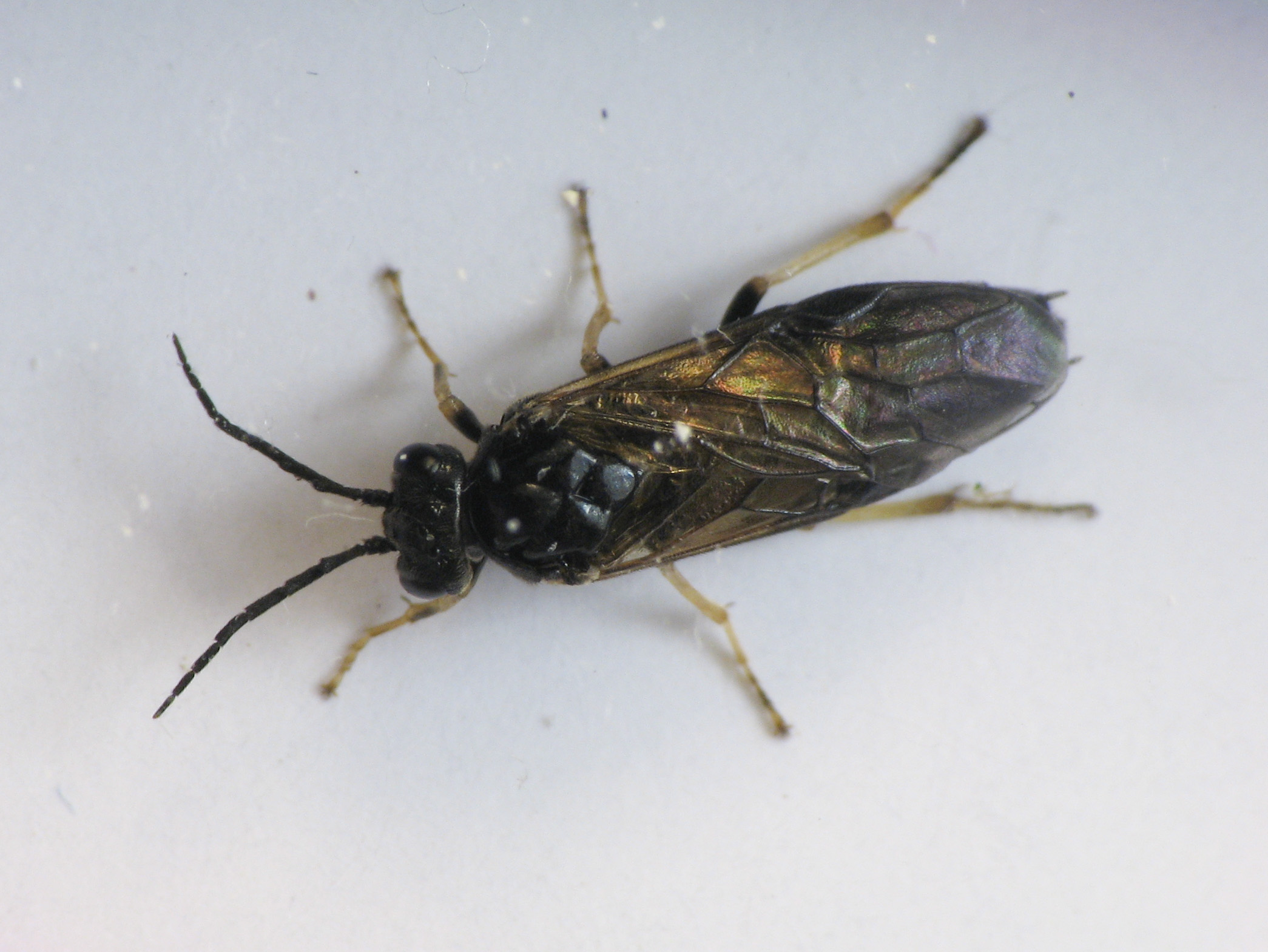
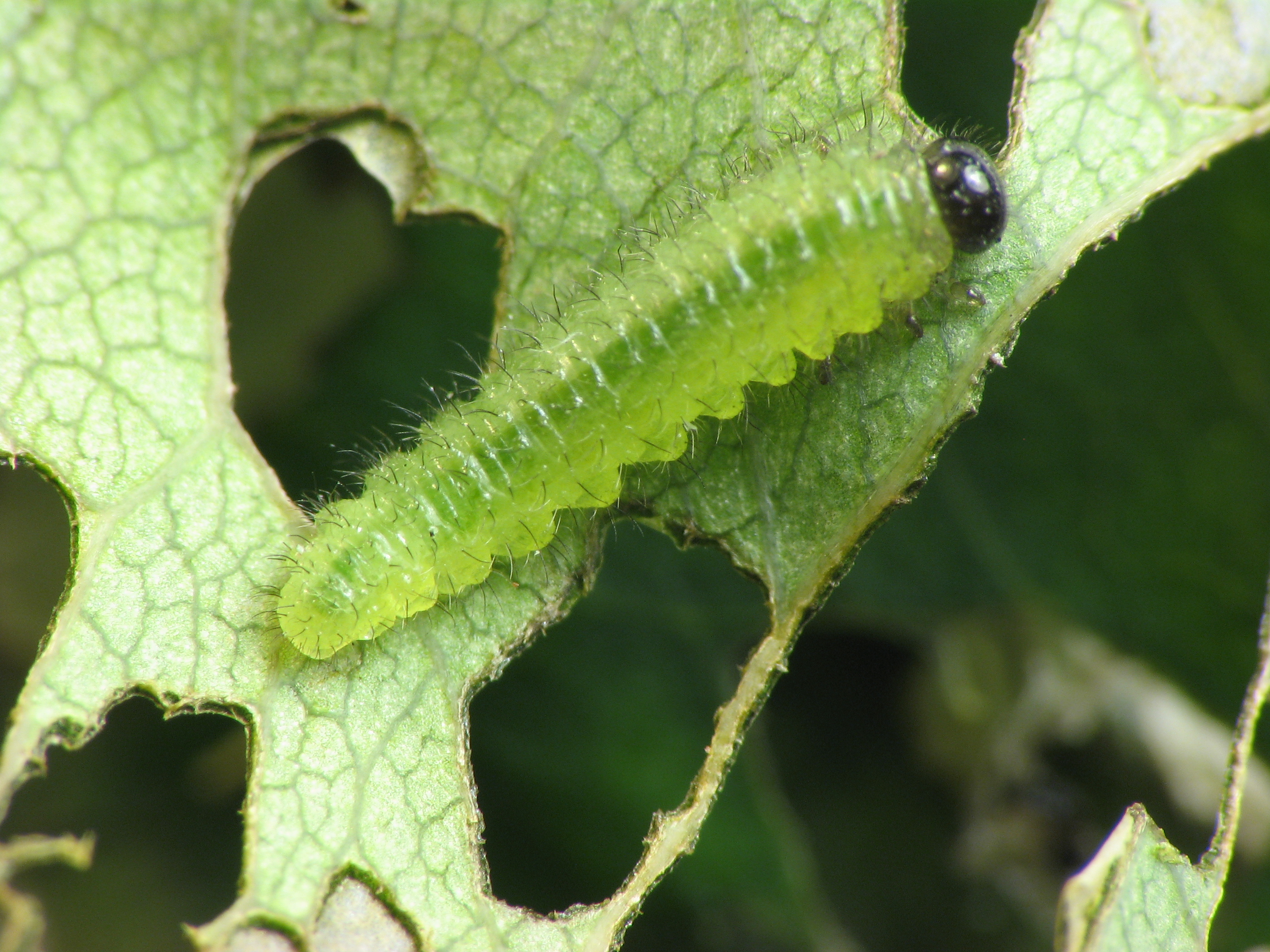